# يواكيم زاندر
يواكيم زاندر (بالسويدية: Joakim Zander)‏ (و. 1975  م) هو كاتب، ومحامي سويدي، ولد في ستوكهولم.

## التعليم
تعلم في جامعة ماسترخت، وجامعة أوبسالا.